# Кузнецы (Донецкая область)
Кузнецы (укр. Кузнеці) — село Украины, находится в Новоазовском районе Донецкой области. Под контролем Донецкой Народной Республики.

## География
К северу, востоку и югу от населённого пункта проходит граница между Украиной и Россией.

#### Соседние населённые пункты по странам света
С: —
СЗ: Клинкино
СВ: —
З: —
В: —
ЮЗ: Самойлово, Ковское, Щербак
ЮВ: —
Ю: —

## Население
Население по переписи 2001 года составляло 26 человек.

## Общие сведения
Код КОАТУУ — 1423686007. Почтовый индекс — 87631. Телефонный код — 6296.

## История
27 августа 2014 года бойцы ДНР установили контроль над населенным пунктом.

## Адрес местного совета
87622, Донецкая область, Новоазовский район, с. Розы Люксембург, ул. Первомайская, 31